# Högblad
Högblad är blad som sitter strax under blommorna och har ett utseende som avviker från de vanliga bladen. Högblad kan ha en annan färg än övriga blad och används då att locka insekter till själva blomman. Se exempelvis Julstjärna eller Trillingblommor. En sorts högblad är stödblad, som bildar det bladveck där blomskaftet sitter. Andra sorters högblad är förblad, svepeblad (se blomställning), holkfjäll, hölsterblad och cupula.

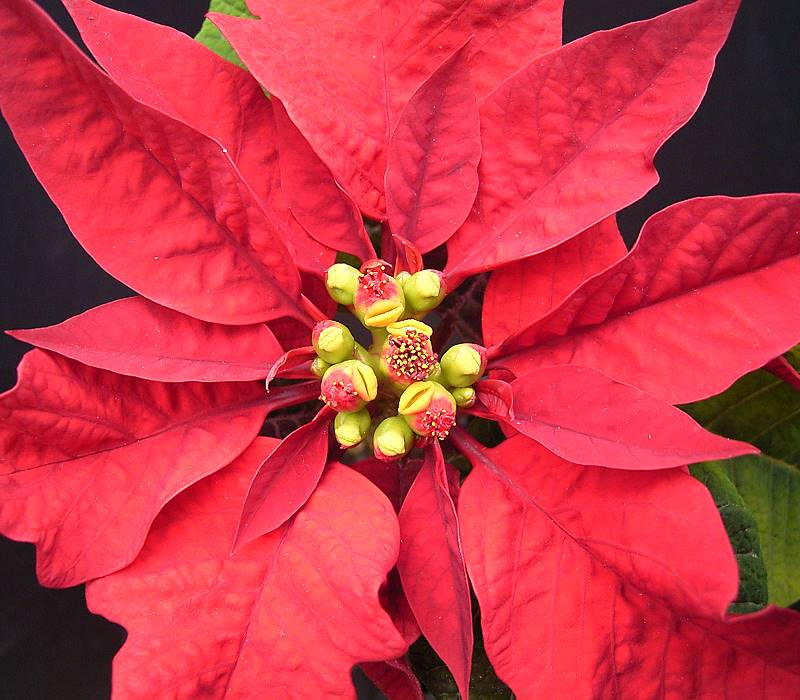
Röda högblad och gula blommor hos Euphorbia pulcherrima.
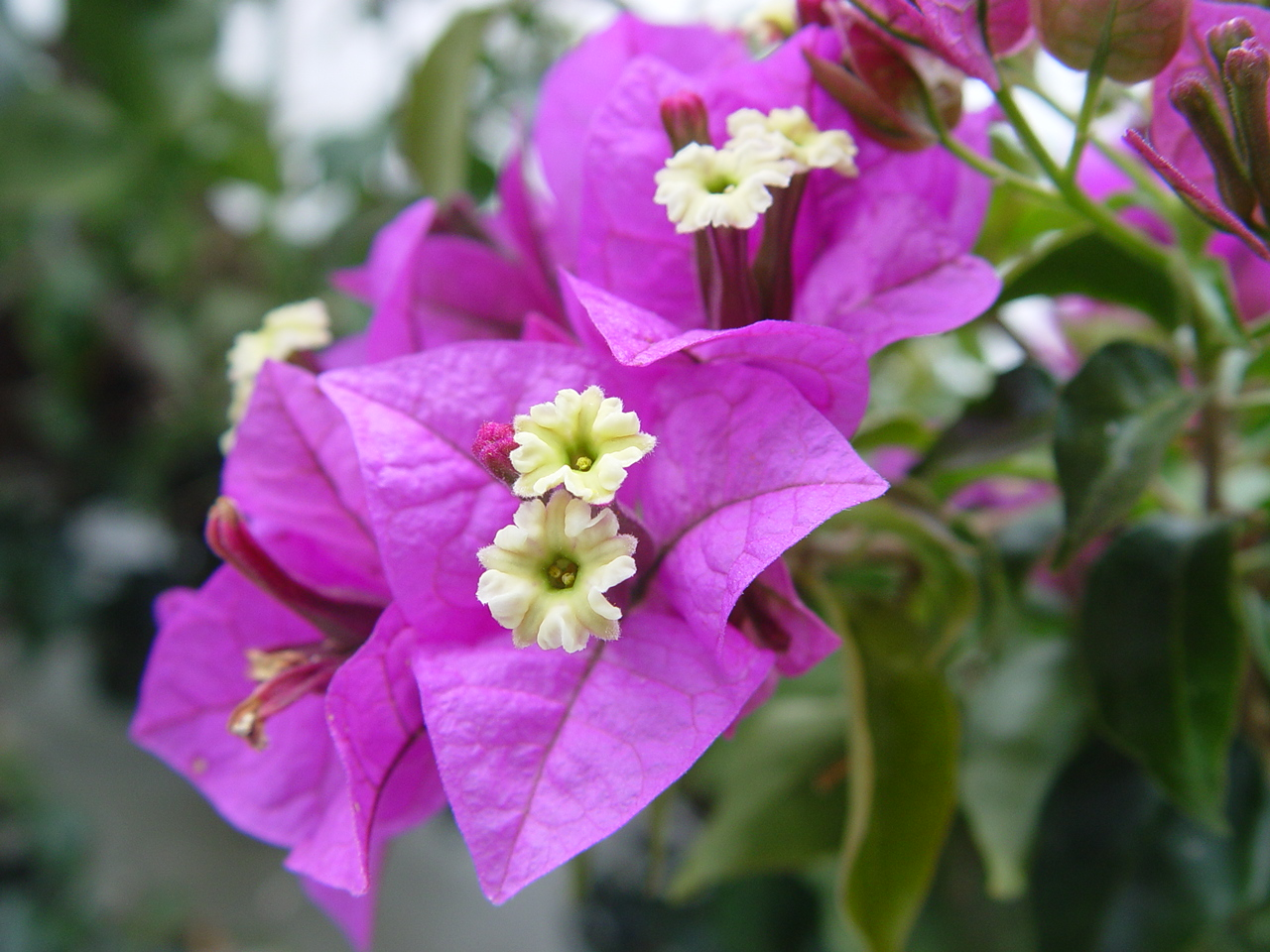
Rosa högblad och vita blommor hos Bougainvillea glabra.
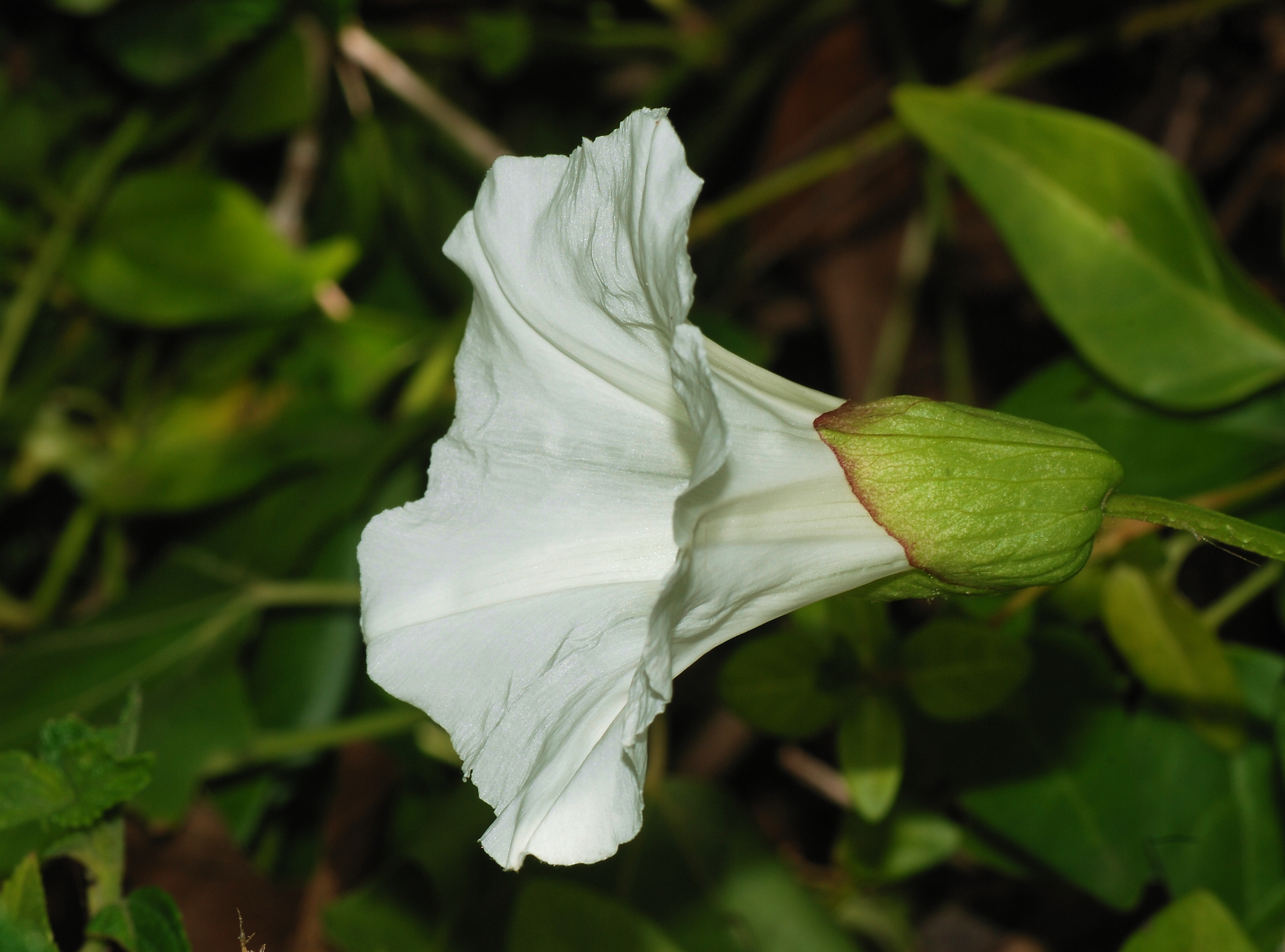
Gröna högblad (förblad) hos Calystegia sepium.